# ITF Naples
Das ITF Naples ist ein Tennisturnier der ITF Women’s World Tennis Tour, das in Naples, Florida ausgetragen wird.

## Siegerliste

### Einzel
| Jahr | Kategorie | Siegerin          | Finalgegnerin       | Ergebnis |
| ---- | --------- | ----------------- | ------------------- | -------- |
| 2023 | W60       | Caroline Dolehide | Julija Starodubzewa | 7:5, 7:5 |

### Doppel
| Jahr | Kategorie | Siegerinnen                  | Finalgegnerinnen            | Ergebnis   |
| ---- | --------- | ---------------------------- | --------------------------- | ---------- |
| 2023 | W60       | Christina Rosca Astra Sharma | Sophie Chang Angela Kulikov | 6:1, 7:613 |

## Quelle
- ITF Homepage